# Кукуевский
Куку́евский — хутор в Верхнедонском районе Ростовской области.
Входит в состав Казанского сельского поселения.

## Население
| 1989 | 2002 | 2010 |
| ---- | ---- | ---- |
| 782  | ↘759 | ↘734 |

## Улицы
| - ул. Аграрная, - ул. Веревкина, - ул. Ветеранов, - ул. Донская, - ул. Кавалерийская, - ул. Колхозная, | - ул. Коммунаров, - ул. Комсомольская, - ул. Мира, - ул. Молодёжная, - ул. Октябрьская, - ул. Победы, | - ул. Придонская, - ул. Садовая, - ул. Советская, - ул. Спортивная, - ул. Степная, - ул. Школьная. |